# 小果蜡瓣花
小果蜡瓣花（学名：Corylopsis microcarpa）为金缕梅科蜡瓣花属下的一个种。

## 扩展阅读
- 維基物種上的相關：小果蜡瓣花